# フリードリヒ・フェルチュ
フリードリヒ・アルベルト・フェルチュ（独: Friedrich Albert Foertsch, 1900年5月19日–1976年12月14日）は、ドイツの軍人。ドイツ国防軍陸軍中将を経て、ドイツ連邦軍陸軍大将に昇進し、1961年から1963年まで第2代連邦軍総監を務めた。兄は戦後、再軍備にもかかわった将軍のヘルマン・フェルチュ。

## 経歴
西プロイセン生まれ。第一次世界大戦中の1918年5月に入営し、歩兵連隊に配属される。戦後もヴァイマル共和国軍に残り、小隊長や第17歩兵連隊副官を務める。1932年に参謀教育を受け、1939年の第二次世界大戦勃発時は少佐・第3軍団参謀だった。
大戦当初の1940年から1942年まで国内予備軍参謀を務めるが、1942年7月に東部戦線にある第18軍参謀に転じ、1943年末に同参謀長に就任。1944年6月に少将に昇進し、同年9月に騎士鉄十字章受章。1945年1月にクールラント軍集団参謀長に任命される。終戦時にソ連軍の捕虜となり、1950年に戦争犯罪人として重労働刑25年の判決を受けた。罪状はノヴゴロド、レニングラード、プスコフなどの都市破壊と、ガッチナやプーシキンにある文化財の破壊であったが、フェルチュ自身は砲撃は必要だったとして無罪を主張していた。1955年に西ドイツとソビエト連邦の間で戦争状態の正式な終結が宣言され、西ドイツ首相コンラート・アデナウアーがモスクワを訪問した際、フェルチュはソ連国内の収容所にあった多数のドイツ人捕虜と共に釈放された。

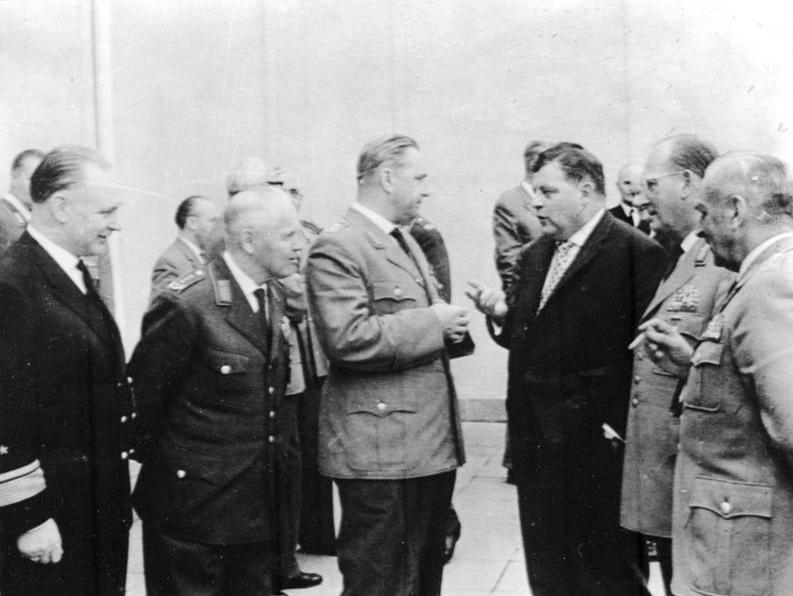
左から右へ、カール＝アドルフ・ゼンカー、ヨーゼフ・カムフーバー、アルベルト・シュネッツ、フランツ・ヨーゼフ・シュトラウス、ハンス・シュパイデル、フリードリヒ・フェルチ（1961年6月8日）

1956年、少将としてドイツ連邦軍陸軍に入り、第2軍団長に就任した。1957年に第2装甲擲弾兵師団長。1958年に中将に昇進。1959年から1961年まで、パリにある北大西洋条約機構欧州連合軍最高司令部で計画部長代行を務める。1961年に第2代連邦軍総監に就任し、大将に昇進した。1963年年末を以て退役した。ドイツ連邦共和国功労勲章大功労十字星大綬章受章。ゴスラーで死去した。

## 叙勲
- 二級鉄十字章1914年章
- 前線戦士名誉十字章
- 1938年10月1日記念メダル
- 国防軍勤続章（四級〜一級）
- 二級鉄十字章1939年略章
- 一級鉄十字章1939年章
- ドイツ十字章金章 - 1943年5月10日受章[1]
- 騎士鉄十字章 - 少将、第18軍参謀長として1944年9月5日受章[2]
- クールラント腕章
- ルーマニア王冠勲章（英語版）コマンダーズ・クロス
- フランス共和国レジオン・ド・ヌール勲章グラントフィシエ章
- アメリカ合衆国レジオン・オブ・メリット勲章
- イタリア共和国功労勲章 カヴァリエーレ・ディ・グラン・クローチェ章
- ドイツ連邦共和国功労勲章 大功労十字星大綬章

## 参考
- Fellgiebel, Walther-Peer (2000) [1986] (German). Die Träger des Ritterkreuzes des Eisernen Kreuzes 1939–1945 — Die Inhaber der höchsten Auszeichnung des Zweiten Weltkrieges aller Wehrmachtteile [The Bearers of the Knight's Cross of the Iron Cross 1939–1945 — The Owners of the Highest Award of the Second World War of all Wehrmacht Branches]. Friedberg, Germany: Podzun-Pallas. ISBN 978-3-7909-0284-6
- Patzwall, Klaus D.; Scherzer, Veit (2001) (German). Das Deutsche Kreuz 1941 – 1945 Geschichte und Inhaber Band II [The German Cross 1941 – 1945 History and Recipients Volume 2]. Norderstedt, Germany: Verlag Klaus D. Patzwall. ISBN 978-3-931533-45-8
- Scherzer, Veit (2007) (German). Die Ritterkreuzträger 1939–1945 Die Inhaber des Ritterkreuzes des Eisernen Kreuzes 1939 von Heer, Luftwaffe, Kriegsmarine, Waffen-SS, Volkssturm sowie mit Deutschland verbündeter Streitkräfte nach den Unterlagen des Bundesarchives [The Knight's Cross Bearers 1939–1945 The Holders of the Knight's Cross of the Iron Cross 1939 by Army, Air Force, Navy, Waffen-SS, Volkssturm and Allied Forces with Germany According to the Documents of the Federal Archives]. Jena, Germany: Scherzers Miltaer-Verlag. ISBN 978-3-938845-17-2
- Schoenbaum, David（英語版） (1968). The Spiegel Affair, Garden City, New York: Doubleday